# Scythia sinensis
Scythia sinensis är en insektsart som beskrevs av Wu, S.A. 1999. Scythia sinensis ingår i släktet Scythia och familjen skålsköldlöss. Inga underarter finns listade i Catalogue of Life.